# Andreas von Samosata
Andreas von Samosata († nach 444) war Bischof der syrischen Stadt Samosata.

## Leben
Andreas von Samosata trat in den Auseinandersetzungen um den Patriarchen von Konstantinopel Nestorius als dessen Parteigänger auf. Er war ein entscheidender Gegner des Patriarchen Kyrill von Alexandrien. An dem Konzil von Ephesus 431, auf dem Kyrill die Verurteilung der theologischen Lehrmeinungen des Nestorius um die göttliche und menschliche Natur in Christus gelang, nahm Andreas nicht teil. Er stimmte allerdings dann später nach anfänglichem Zögern dem Formelkompromiss von 433 zu, ließ sich aber nicht auf eine Verdammung des Nestorius ein.
Johannes von Antiochien und Theodoret von Kyrrhos baten Andreas, eine Widerlegung der zwölf Anathematismen des Kyrill von Alexandrien zu verfassen. Diese sind uns nur in der Antwort des Kyrill auf die Schrift des Andreas überliefert.
Einige wenige erhaltene Briefe des Andreas spiegeln die theologischen Debatten in Syrien nach besagtem Konzil von Ephesus. Rabbula von Edessa nahm in einem Brief an Andreas gegen den Nestorianismus Stellung.

## Schriften (Auswahl)
- Refutatio (Widerlegung des Kyrill). In: Jacques Paul Migne: Patrologia Graeca. Band 76. Champion Electronique, Paris 2004, ISBN 2-915937-01-X, S. 315 (Nachdr. d. Ausg. Paris 1864).
- Epistulae (Briefe). In: Jacques-Paul Migne: Patrologia Graeca. Band 84. S. 649–720 (Nachdr. d. Ausg. Paris 1864).